# Aleksàndrovski (Rostov)
|  | Per a altres significats, vegeu «Aleksàndrovski». |

Aleksàndrovski (en rus: Александровский) és un poble (un khútor) de l'óblast de Rostov, a Rússia, que en el cens del 2010 tenia 12 habitants, pertany al municipi d'Ivànovka.